# Fabrizio Spada

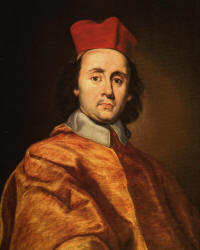
Fabrizio Kardinal Spada (Gemälde ca. 1675)

Kardinalswappen

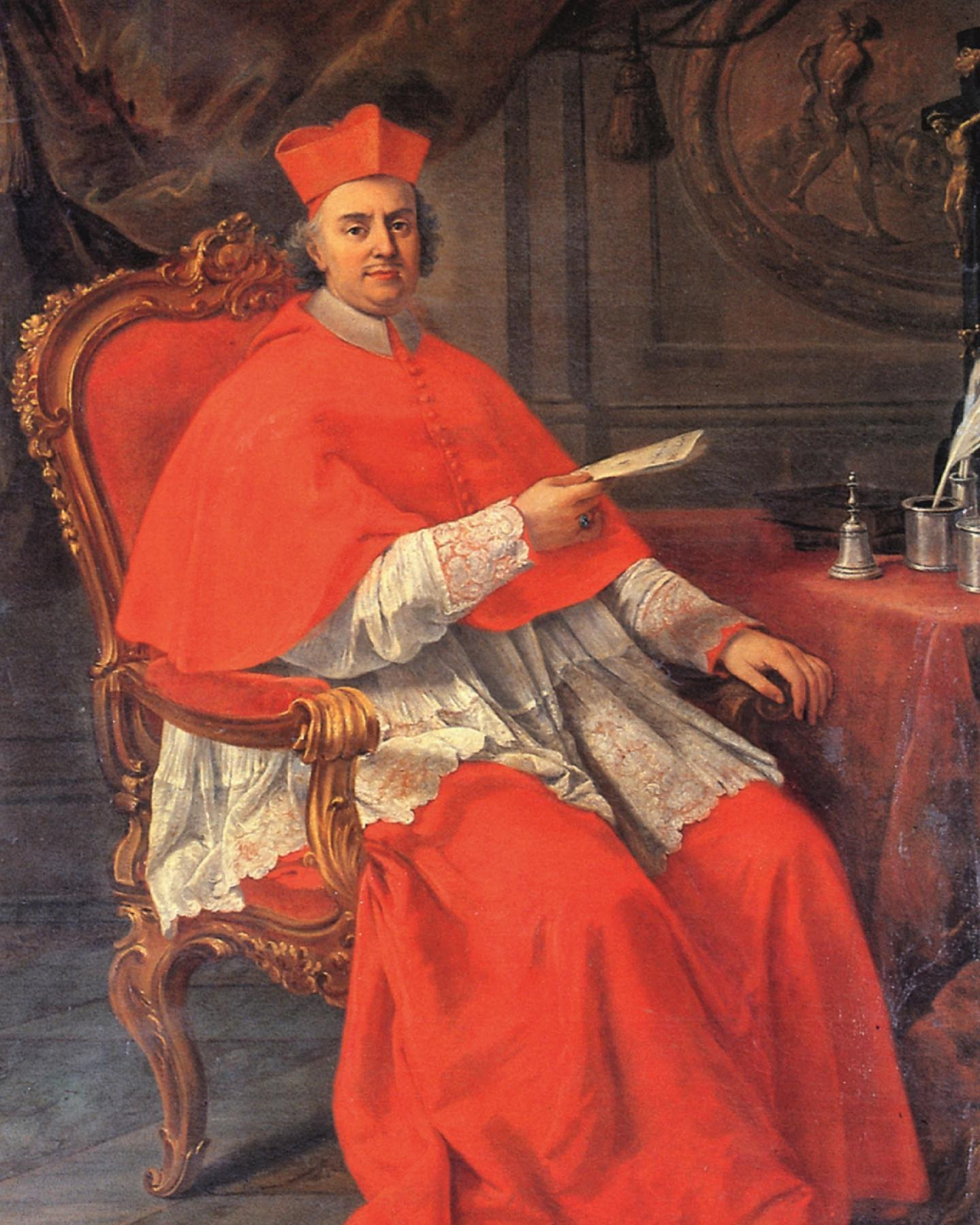
Fabricio Spada als Kardinalstaatssekretär (Ölgemälde von Sebastiano Ceccarini, 18. Jhd.)

Fabrizio Spada (* 17. März 1643 in Rom; † 15. Juni 1717 ebenda) war ein Kardinal der Römischen Kirche. Von 1691 bis 1700 hatte er das Amt des Kardinalstaatssekretärs inne.

## Leben
Fabrizio Spada war ein Mitglied der italienischen Adelsfamilie Spada. Der Aufstieg dieser Familie begann mit Fabrizio Spadas Urgroßvater Paolo Spada, der mit nicht immer einwandfreien Geschäftsgebaren ein Vermögen anhäufte und dieses unter anderem dazu nutzte, seinen Kindern eine gesellschaftliche Karriere zu ermöglichen. Sein drittgeborener Sohn Bernardino Spada war das erste Mitglied der Familie, dem der Kardinalshut verliehen wurde. Dieser nutzte seinen Einfluss auch dergestalt aus, dass sein Neffe Orazio Spada die aus römischen Hochadel entstammende Maria Veralli heiraten konnte. Fabrizio Spada war der zweitgeborene Sohn aus dieser Verbindung. Sein Großonkel sorgte dafür, dass sein Verwandter eine gründliche Ausbildung erhielt, da er offenbar gleichfalls sehr früh für eine kirchliche Karriere vorgesehen war.
Nach einer gründlichen Schulausbildung studierte er in Perugia Fächer, zu denen unter anderem Rhetorik, Logik, Physik, Griechisch und Französisch gehörte. Dieses Studium diente zur Vorbereitung einer Laufbahn an der päpstlichen Kurie, da die Päpste der frühen Neuzeit zugleich Landesherren des Kirchenstaates waren. Zur Verwaltung dieses Territoriums, das von Bologna und Ferrara im Norden bis nach Benevent im Süden reichte, benötigte die Kurie nicht nur erfahrene Theologen, sondern auch Juristen und Verwaltungsfachleute.
Fabrizio Spadas wichtigster Förderer Bernardino Spada starb im Jahre 1661, bevor Fabrizio Spada sich eine aussichtsreiche Ausgangsposition im Vatikan verschafft hatte. Seine Karriere ging deswegen in den ersten vier Jahren nicht über Einstiegspositionen als Protonotar und Gerichtsreferendar hinaus. Erst im April 1668 wurde er zum Sekretär eines Ausschusses berufen, der sich um die Verwaltung der Provinzen des Kirchenstaates zu kümmern hatte, und am 22. Dezember 1669 empfing er die Priesterweihe. 1672 wurde er Nuntius am Hof des Herzogs von Savoyen und zum Titularerzbischof von Patrae ernannt. Die Bischofsweihe spendete ihm am 14. August 1672 Kardinal Gasparo Carpegna, Mitkonsekratoren waren Alessandro Crescenzi, Lateinischer Patriarch von Alexandria, und Erzbischof Bernardino Rocci. Er wurde am 15. August 1672 zum Päpstlichen Thronassistent ernannt. Am 3. Januar 1674 erfolgte seine Ernennung zum Nuntius am französischen Königshof. Nuntien, die diese Rolle erfolgreich füllten, wurden in aller Regel später zum Kardinal ernannt. Solche Positionen waren daher durchaus begehrt, auch wenn der jeweilige Nuntius die Kosten einer dem Amt angemessenen Repräsentation selber zu tragen hatte. Im Falle von Fabrizio Spada verhinderten andere Gründe jedoch, dass die eigentlich aussichtsreichsten Kandidaten zum Zuge kamen. Die Ernennung des für diese Position besonders in Frage kommenden Francesco Bonvisi wäre ohne Verärgerung des ehemaligen Kardinalnepoten Giacomo Rospigliosi nicht möglich gewesen. Andere Kandidaten zogen es vor, in Rom zu bleiben, weil sie dort Aussicht auf die Erlangung der Kardinalswürde hatten, ohne den kostspieligen Posten in Paris wahrzunehmen. Fabrizio Spada war daher ein Kompromisskandidat für diese Stelle, wobei die Verbindungen seines Vaters Orazio Spada und seines Onkels Bernardino Rocci sicherlich auch eine Rolle spielte. Nach Einschätzung des Historikers Arne Karsten waren dabei weniger die diplomatischen Verdienste ausschlaggebend, als der Wunsch des Papstes, mit der Erhebung des in Paris wenig geschätzten Nuntius den französischen König Ludwig XIV. zu brüskieren.
Die Tätigkeit als Nuntius endete am 27. August 1675. Bereits am 27. Mai 1675 hatte der Papst Fabrizio Spada zum Kardinal erhoben, am 23. März 1676 wurde er als Kardinalpriester der Titelkirche San Callisto installiert. Unter Papst Innozenz XI. geriet die Karriere des neuen Pupurträgers erneut ins Stocken. Sechs Jahre lang blieb Kardinal Spada Legat von Urbino. Er war Teilnehmer der Konklave von 1689, bei dem Papst Alexander VIII. gewählt wurde, und von 1691, aus dem Innozenz XII. als Papst hervorging. Der Letztere ernannte Fabrizio Spada schließlich zum Kardinalstaatssekretär. Papst Clemens XI., bei dessen Wahl im Konklave 1700 Fabrizio Spada ebenfalls zugegen war, beendete seine Karriere und entband ihn von seiner Tätigkeit als Kardinalstaatssekretär. Noch 1700 ernannte er Kardinal Spada zum Präfekten der Apostolischen Signatur, was er bis zu seinem Tod blieb. 1708 wechselte er zur Titelkirche Santa Prassede, und am 19. Februar 1710 wurde er Kardinalbischof des Suburbikarischen Bistums Palestrina. Die letzten beiden Lebensjahrzehnte war er Mitglied oder gar Präfekt zahlreicher Dikaterien der Römischen Kurie. Noch im Jahr vor seinem Tod ernannte ihn der Papst zum Sekretär der Höchsten Kongregation der römischen und allgemeinen Inquisition. Kardinal Spada galt als fleißig und diensteifrig, war aber unbeliebt.
Am 15. Juni 1717 starb er im Palazzo Spada in Rom. Beigesetzt wurde er in der Familienkapelle in der Kirche Santa Maria in Vallicella.